# Thomas Damgaard
Thomas Damgaard (17 de junio de 1971) es un exboxeador danés que fue campeón de Europa del peso superligero de 1998 a 1999, y del peso wélter en 2000.
| N.º | Resultado | Balance | Rival                 |     | Asalto  | Fecha      | Localidad     |
| --- | --------- | ------- | --------------------- | --- | ------- | ---------- | ------------- |
| 39  | Victoria  | 38-1    | Jean Louis Bryla      | KO  | 2 (6)   | 24/3/2007  | Copenhague    |
| 38  | Derrota   | 37-1    | Arturo Gatti          | KOT | 11 (12) | 28/1/2006  | Atlantic City |
| 37  | Victoria  | 37-0    | Bruno Sakabunda       | PTS | 8       | 30/9/2005  | Slagelse      |
| 36  | Victoria  | 36-0    | Stephen Chungu        | PTS | 8       | 17/6/2005  | Aarhus        |
| 35  | Victoria  | 35-0    | Rocky Martínez        | KOT | 6 (8)   | 15/4/2005  | Copenhague    |
| 34  | Victoria  | 34-0    | Cristopher Henry      | DT  | 5 (8)   | 28/2/2004  | Aalborg       |
| 33  | Victoria  | 33-0    | Luiz Caetano da Silva | KO  | 2 (8)   | 6/2/2004   | Copenhague    |
| 32  | Victoria  | 32-0    | Presente Brito        | PTS | 8       | 7/3/2003   | Pandrup       |
| 31  | Victoria  | 31-0    | Óscar Benavides Muñoz | KO  | 3 (8)   | 4/10/2002  | Holbaek       |
| 30  | Victoria  | 30-0    | Peter Malinga         | KO  | 9 (12)  | 14/6/2002  | Copenhague    |
| 29  | Victoria  | 29-0    | Abdel Mehidi          | PTS | 8       | 19/4/2002  | Copenhague    |
| 28  | Victoria  | 28-0    | Wilfredo Ruiz         | KOT | 2 (8)   | 15/3/2002  | Viborg        |
| 27  | Victoria  | 27-0    | Elías Cruz            | KOT | 3 (8)   | 8/2/2002   | Copenhague    |
| 26  | Victoria  | 26-0    | Freddy Rojas          | KOT | 3 (12)  | 13/10/2001 | Copenhague    |
| 25  | Victoria  | 25-0    | Rodney Jones          | KO  | 3 (12)  | 27/4/2001  | Aalborg       |
| 24  | Victoria  | 24-0    | Juan Carlos Rodríguez | PTS | 8       | 9/3/2001   | Copenhague    |
| 23  | Victoria  | 23-0    | Humberto Aranda       | KOT | 4 (8)   | 9/2/2001   | Odense        |
| 22  | Victoria  | 22-0    | Alessandro Duran      | PTS | 12      | 3/11/2000  | Copenhague    |
| 21  | Victoria  | 21-0    | Luis Maysonet         | KO  | 1 (8)   | 1/9/2000   | Kolding       |
| 20  | Victoria  | 20-0    | Fontaine Cabell       | KO  | 2 (12)  | 26/5/2000  | Holbaek       |
| 19  | Victoria  | 19-0    | Phillip Holyday       | PTS | 12      | 18/2/2000  | Aalborg       |
| 18  | Victoria  | 18-0    | Bobby Elkins          | KO  | 2 (8)   | 14/1/2000  | Kolding       |
| 17  | Victoria  | 17-0    | José Luis Benítez     | KOT | 2 (8)   | 29/10/1999 | Copenhague    |
| 16  | Victoria  | 16-0    | Miguel Ángel Peña     | KOT | 7 (12)  | 1/10/1999  | Randers       |
| 15  | Victoria  | 15-0    | Greg Haugen           | KOT | 6 (8)   | 3/9/1999   | Copenhague    |
| 14  | Victoria  | 14-0    | Francisco Álvarez     | KOT | 4 (8)   | 18/6/1999  | Vejle         |
| 13  | Victoria  | 13-0    | Jimmy Zeikle          | KO  | 2 (8)   | 14/5/1999  | Copenhague    |
| 12  | Victoria  | 12-0    | Khalid Rahilou        | KO  | 4 (12)  | 16/4/1999  | Copenhague    |
| 11  | Victoria  | 11-0    | Eloy Ortega           | KO  | 3 (8)   | 12/2/1999  | Copenhague    |
| 10  | Victoria  | 10-0    | José Manuel Berdonce  | KOT | 12 (12) | 27/11/1998 | Aarhus        |
| 9   | Victoria  | 9-0     | Ray Newby             | KOT | 3 (6)   | 6/11/1998  | Copenhague    |
| 8   | Victoria  | 8-0     | Narciso Valenzuela    | KOT | 1 (6)   | 16/10/1998 | Aalborg       |
| 7   | Victoria  | 7-0     | Eduardo Martínez      | PTS | 6       | 4/9/1998   | Kolding       |
| 6   | Victoria  | 6-0     | Hector Leguillow      | KOT | 5 (6)   | 5/6/1998   | Copenhague    |
| 5   | Victoria  | 5-0     | Steve Larrimore       | KOT | 4 (6)   | 1/5/1998   | Kolding       |
| 4   | Victoria  | 4-0     | Pat Larner            | KO  | 3 (6)   | 3/4/1998   | Holbaek       |
| 3   | Victoria  | 3-0     | Shawn Carter          | KOT | 2 (6)   | 20/3/1998  | Aarhus        |
| 2   | Victoria  | 2-0     | Carlos Rocha Tomar    | PTS | 6       | 27/2/1998  | Korsor        |
| 1   | Victoria  | 1-0     | Héctor Gallegos       | KO  | 5 (6)   | 13/2/1998  | Copenhague    |

| Notas |
| --- |
| Disputa el título mundial del peso wélter de la Asociación Internacional de Boxeo (AIB) ante Arturo Gatti (Canadá) (28 de enero de 2006). |
| Retiene el título intercontinental del peso wélter de la Asociación Mundial de Boxeo (AMB) y el título mundial del peso wélter del Consejo Internacional de Boxeo (CIB) ante Peter Malinga (Sudáfrica) (14 de junio de 2002).                                            |
| Retiene el título intercontinental del peso wélter de la Asociación Mundial de Boxeo (AMB) y el título mundial del peso wélter del Consejo Internacional de Boxeo (CIB) ante Freddy Rojas (Chile) (13 de octubre de 2001).                                               |
| Retiene el título intercontinental del peso wélter de la Asociación Mundial de Boxeo (AMB) y el título mundial del peso wélter del Consejo Internacional de Boxeo (CIB) ante Rodney Jones (Estados Unidos) (27 de abril de 2001).                                        |
| Retiene el título mundial del peso wélter del Consejo Internacional de Boxeo (CIB), y gana los títulos europeo e intercontinental del peso wélter de la Asociación Mundial de Boxeo (AMB), este último vacante, ante Alessandro Duran (Italia) (3 de noviembre de 2000). |
| Retiene el título mundial del peso wélter del Consejo Internacional de Boxeo (CIB) ante Fontaine Cabell (Puerto Rico) (26 de mayo de 2000). |
| Gana el título mundial del peso wélter del Consejo Internacional de Boxeo (CIB), entonces vacante, ante Phillip Holyday (Australia) (18 de febrero de 2000). |
| Retiene el título europeo del peso superligero ante Miguel Ángel Peña (España) (1 de octubre de 1999). |
| Retiene el título europeo del peso superligero ante Khalid Rahilou (Marruecos) (16 de abril de 1999). |
| Gana el título europeo del peso superligero, entonces vacante, ante José Manuel Berdonce (España) (27 de noviembre de 1998). |